# René Thury
René Thury, švicarski elektroinženir in izumitelj, * 7. avgust 1860, Plainpalais v Ženevi, Švica, † 23. april 1938, Ženeva.
Thury je bil pionir na področju elektrotehnike. Najbolj je znan po prenosu visokonapetostnega enosmernega toka. Znan je bil pod vzdevkom »kralj enosmernega toka«.
1. ↑  data.bnf.fr: platforma za odprte podatke — 2011.